# Lettera Trichet-Draghi
La lettera Trichet-Draghi (conosciuta anche come lettera della BCE all'Italia) è una corrispondenza riservata con cui, il 5 agosto 2011, i vertici entranti e uscenti della Banca centrale europea indirizzarono al Governo italiano una serie di richieste volte a condizionare il sostegno europeo all'Italia a drastiche misure di risanamento economico.

## Antefatto
Nonostante l'avvenuta approvazione di misure economiche proposte dal Governo - con la Legge 30 luglio 2010, n. 122 e con la Legge 15 luglio 2011 n. 111 (Conversione in legge, con modificazioni, del decreto-legge 6 luglio 2011, n. 98, recante disposizioni urgenti per la stabilizzazione finanziaria) - il 4 agosto 2011 lo spread (divaricazione di valore) BTP-Bund decennali aveva toccato i 389 punti, nell'ambito della crisi finanziaria globale del 2007 e la successiva crisi strutturale italiana del 2011.

## Storia
Il 5 agosto 2011, al culmine di una drammatica crisi delle borse europee e un forte ampliamento del differenziale tra i tassi sui titoli italiani e quelli tedeschi (spread), il governatore uscente della BCE, Jean Claude Trichet, e quello in pectore, Mario Draghi, scrivevano una lettera riservata al governo italiano, all'epoca presieduto da Silvio Berlusconi, indicando una serie di misure da attuarsi al più presto. All'ottemperanza di tali misure veniva implicitamente condizionato il sostegno della BCE, attuato attraverso l'acquisto massiccio di titoli di Stato italiani sul mercato secondario.
Tale iniziativa ha rappresentato un'assoluta novità e, per alcuni, una forte ingerenza negli affari interni di uno Stato sovrano.

## Misure richieste
La lettera specificava le misure ritenute urgenti per evitare il collasso del Paese e dell'Euro. I punti elencati erano i seguenti.
1. Misure significative per accrescere il potenziale di crescita, aumentando la concorrenza, particolarmente nei servizi, migliorando la qualità dei servizi pubblici, ridisegnando i sistemi regolatori e fiscali affinché fossero più adatti a sostenere la competitività delle imprese e l'efficienza del mercato del lavoro.
2. «Piena liberalizzazione dei servizi pubblici locali e dei servizi professionali. [...] in particolare alla fornitura di servizi locali attraverso privatizzazioni su larga scala. [...] riformare ulteriormente il sistema di contrattazione salariale collettiva, permettendo accordi al livello d'impresa in modo da ritagliare i salari e le condizioni di lavoro alle esigenze specifiche delle aziende»
3. Revisione delle norme che regolano l’assunzione e il licenziamento dei dipendenti, stabilendo un sistema di assicurazione dalla disoccupazione e un insieme di politiche attive per il mercato del lavoro.
4. Misure immediate e decise per assicurare la sostenibilità delle finanze pubbliche.
  1. Ulteriori misure di correzione del bilancio che anticipassero di un anno la prevista riduzione di deficit, aumentando i tagli di spesa, intervenendo per ridurre la spesa pensionistica e riducendo gli stipendi del pubblico impiego.
  2. Clausola di riduzione automatica del deficit.
  3. Stretto controllo sull'assunzione di indebitamento, anche commerciale, e delle spese delle autorità regionali e locali.
5. Misure per garantire una revisione dell'amministrazione pubblica allo scopo di migliorare l'efficienza amministrativa e la capacità di assecondare le esigenze delle imprese, rendendo sistematico nelle amministrazioni pubbliche l'uso degli indicatori di performance, particolarmente nei sistemi sanitario, giudiziario e dell'istruzione.
6. Misure per abolire o fondere organi amministrativi intermedi (come le Province), azioni mirate a sfruttare le economie di scala nei servizi pubblici locali.

Stante la gravità della situazione, la lettera richiedeva che le misure di cui ai punti 1 e 2 fossero intraprese quanto prima con decreto-legge, convertito in legge dal Parlamento entro fine settembre.
La lettera proseguiva ritenendo appropriata una riforma costituzionale che rendesse più stringenti le regole di bilancio.

## Pubblicazione della lettera
Secondo quanto riportato da Renato Brunetta, allora Ministro della Pubblica Amministrazione, il contenuto della lettera fu anticipato a Berlusconi, su indicazione di Mario Draghi, da Daniele Franco, allora alla Banca d'Italia. 
Venerdì 5 agosto 2011 (giorno stesso della lettera), a borse chiuse, Berlusconi e Tremonti convocarono una conferenza stampa per spiegare una manovra straordinaria per l'Italia. A seguito di questa conferenza stampa, i giornali iniziarono a parlare di una lettera segreta della BCE inviata al governo italiano. 
Andrea D'Ambra (presidente dell'associazione Generazione attiva) chiese alla BCE di poter vedere quella lettera e la BCE gli rispose il 7 settembre 2011 (risposta pubblicata da il manifesto il 9 settembre 2011): "Ci dispiace, la lettera deve rimanere segreta". Il 29 settembre 2011, uno scoop del Corriere della Sera rivelò questa lettera all'opinione pubblica.